# Веб аналитика
Веб аналитика је мерење, прикупљање, анализа и извештавање о веб подацима како би се разумело и оптимизовало коришћења веба. Веб аналитика није само процес за мерење веб саобраћаја, већ може да користи као алат за истраживање пословања и тржишта, као и за оцену и унапређење ефикасности веб сајта. Апликације за веб аналитику такође могу помоћи компанијама да измере резултате традиционалних рекламних кампања у штампаним или емитованим медијама. Може се користити за процену како се мења саобраћај ка веб сајту након покретања нове рекламне кампање. Веб аналитика пружа информације о броју посетилаца веб сајта и броју прегледа страница, као и профилима понашања корисника. Помаже у процени трендова у саобраћају и популарности, што је корисно за истраживање тржишта.

## Основни кораци у процесу веб аналитике
Највећи део процеса веб аналитике се своди на четири основна корака или стадијума, који су:
- Прикупљање података: Ово је фаза сакупљања основних, елементарних података. Обично, ови подаци представљају бројање ствари. Циљ ове фазе је да се сакупе подаци.
- Обрада података у метрике: У овој фази обично се узимају бројања и преводе у односе, иако још увек може бити неких бројања. Циљ ове фазе је да се подаци претворе у информације, конкретно у метрике.
- Развијање KPI-ја: Ова фаза се фокусира на коришћење односа (и бројева) и усмерава их ка бизнис стратегијама, познатим као кључни показатељи успеха (KPI). Често се KPI-ји односе на аспекте конверзије, али то није увек случај. То зависи од организације.
- Формулисање онлајн стратегије: Ова фаза се односи на онлајн циљеве, објективе и стандарде за организацију или бизнис. Ове стратегије су обично повезане са остваривањем профита, уштедом новца или повећање тржишног удела.

Још једна кључна функција коју развијају аналитичари за оптимизацију веб сајтова су експерименти:
- Експерименти и тестирање: А/Б тестирање је контролисани експеримент са две варијанте, у онлајн подешавањима, као што је развој веба.

Циљ А/Б тестирања је идентификација и предлагање измена на веб страницама које повећавају или максимизују ефекат статистички тестираног резултата од интереса.
Свака фаза има утицај или може имати утицај (односно, управљати) фазом која јој претходи или је следи. Понекад подаци који су доступни за сакупљање утичу на онлајн стратегију. Други пут, онлајн стратегија утиче на сакупљене податке.

### Категоризација веб аналитике
Постоје најмање две категорије веб аналитике, а то су вансајт (off-site) и на сајту (on-site) веб аналитика.
- Веб аналитика ван сајта се односи на мерење и анализу веба без обзира на то да ли особа поседује или одржава веб локацију. Укључује мерење потенцијалне публике веб локације (прилика), удела у гласу (видљивост) и бузза (коментара) који се дешава на Интернету у целини.
- Веб аналитика на сајту, најчешћа од ове две, мери понашање посетиоца једном на одређеној веб локацији . Ово укључује његове драјвере и конверзије; на пример, степен до којег су различите одредишне странице повезане са онлајн куповинама. Веб аналитика на лицу места мери учинак одређене веб локације у комерцијалном контексту. Ови подаци се обично пореде са кључним показатељима учинка  и користе се за побољшање одзива публике веб-сајта или маркетиншке кампање. Google Аналитика и Adobe Аналитике су  нашироко коришћена услуге веб аналитике; премдасе појављују нови алати који пружају додатне слојеве информација, укључујући топлотне мапе и понављање сесије.

У прошлости, веб аналитика је коришћена за мерење посетилаца на сајту. Међутим, ово значење је постало нејасно, пре свега зато што произвођачи производе алатке које обухватају обе категорије. Многи различити произвођачи пружају софтвер и услуге за веб аналитику на сајту. Постоје два главна техничка начина сакупљања података. Први и традиционални метод, анализа дневника сервера, чита датотеке евиденције у које веб сервер бележи захтеве за датотеке од стране претраживача. Други метод, означавање страница, користи JavaScript уметнут у веб страницу да би захтевао слике са сервера посвећеног аналитици када се страница приказује у  веб-прегледачу или, ако је потребно, када се кликне мишем. Оба начина сакупљају податке који могу бити обрађени да би се произвеле извештаји о веб саобраћају.

#### Веб аналитика на сајту
Дефиниције у оквиру веб аналитике нису усаглашене широм света јер су индустријски органи већ неко време у потрази за дефиницијама које су корисне и дефинитивне. Различите компаније користе различите методе мерења и бројања метрика, што може довести до различитих значења исте метрике Главна тела која су дала допринос у овој области су IAB (Интерактивни биро за оглашавање), JICWEBS  (Заједнички комитет индустрије за веб стандарде у Великој Британији и Ирској) и DAA (Асоцијација за дигиталну аналитику), формално позната као WAA (Асоцијација веб аналитике, САД). Многи термини се користе на конзистентан начин од једног аналитичког алата до другог, што омогућава да следећа листа буде корисна основа за почетак:
- Стопа одбијања - Проценат посета које представљају посете са само једном страницом и без било каквих других интеракција (кликова) на тој страници. Другим речима, један клик у одређеној сесији се зове одбијање. Висока стопа одбијања може указивати на то да садржај или корисничко искуство захтева побољшање.[6]
- Путања клика - Хронолошка секвенца приказа страница унутар посете или сесије. Анализа ове стазе пружа информације о циљевима сесије корисника и корисничких циљева.[7]
- Хит - Захтев за датотеку са веб сервера. Доступан је само у анализи дневника. Број хитова који добије веб сајт се често наводи како би се тврдила његова популарност, али је та бројка изузетно заблудна и драматично преувеличава популарност. Једна веб страница обично се састоји од више (често десетина) појединачних датотека, при чему се сваки од њих броји као хит при преузимању странице, па је број хитова заиста произвољан број који више одражава комплексност појединачних страница на сајту него стварну популарност сајта. Укупан број посета или приказа страница представља реалистичнију и тачнију оцену популарности.
- Приказ странице  - Захтев за датотеку, или понекад догађај као што је клик миша, који је дефинисан као страница у поставцима алатки за веб аналитику. Обично је број приказа страница већи него број Посета и Посетиоца (Јединствени посетиоци). Појава покретања сценарија у означавању страница. У анализи дневника, један приказ странице може генерисати више хитова јер се сви ресурси потребни за приказ странице (слике, .js и .css датотеке) такође захтевају са веб сервера. "Освежавање" исте веб странице може бити пребројано као други приказ странице. На пример, у 16:07 часова, корисник је видео страницу А, 2 секунде касније, корисник кликне на дугме "освежи" у прегледачу, број приказа странице А тада је 2.
- Посетилац/Јединствени посетилац/Јединствени корисник - Јединствено идентификовани клијент који генерише приказе страница или хитове у дефинисаном периоду времена (на пример, дану, недељи или месецу). Јединствено идентификовани клијент обично представља комбинацију уређаја (на пример, насловни рачунар на радном месту) и прегледача (Firefox на том уређају). Идентификација се обично врши путем постојаног колачића који је постављен на рачунар помоћу кода странице сајта. Старији метод, коришћен у анализи дневника, је јединствена комбинација IP адресе рачунара и информација о корисничком агенту (прегледачу) које прегледач пружа веб серверу. "Посетилац" није исто што и особа која седи за рачунаром у тренутку посете, јер једна особа може користити различите рачунаре или, на истом рачунару, може користити различите прегледаче, и биће забележена као различити посетилац у сваком случају. Уз то, посетиоци се у савременом реду рече ретко, али и даље, по некада, јединствено идентификују помоћу Flash LSO's (Local Shared Objects), који су мање подложни примени приватности.
- Посета/сесија - Посета или сесија се дефинише као низ захтева за страницама или, у случају ознака, захтева за сликама од истог јединствено идентификованог клијента. Обично, број Посета је већи од посетилаца (Јединствени посетиоци). Јединствени клијент се обично идентификује преко IP адресе или јединственог идентификатора који је смештен у колачић прегледача. Посета се сматра завршеном када нема захтева који су записани у одређеном броју прошедених минута. Многи алати за аналитику користе лимит од 30 минута ("тајмаут"), али може бити промењен у неки други број минута у неким алатима (као што је Google Analytics). Сакупљачи података и алати за анализу немају пуно пулсирани начин за знање да ли је посетилац гледао друге сајтове између приказа страница; посета се сматра једном посетом докле год су догађаји (прикази страница, кликови, било шта што се записује) у близини од 30 минута или мање. Посета може обухватити један приказ странице или хиљаде. Јединствена сесија посете такође може бити продужена ако време између учитавања страница указује на то да је посетилац непрекидно гледао странице.

- Време активности/време ангажованости - Просечно време које посетиоци заиста проводе интеракцијом са садржајем на веб страницама, на основу померања миша, кликова, преласака преко садржаја и превлачења странице. За разлику од трајања сесије и трајања странице, ова метрика може тачно мерити дужину ангажованости у последњем приказу странице, али није доступна у многим алатима за аналитику или методама сакупљања података.

- Просечна дубина странице/просечни прикази странице по сесији - Дубина странице је прближна "величина" просечне посете, израчуната делијењем укупног броја приказа страница са укупним бројем посета.

- Просечно трајање прегледа странице - Процењено време које посетиоци проводе на просечној страницу сајта.
- Клик - односи се на један примерак корисника који прати хипервезу са једне странице на сајту на другу.
- Догађај - Изолована акција или класа акција које се дешавају на веб сајту. Приказ странице је врста догађаја. Догађаји такође обухватају кликове, слања формулара, догађаје притиска на тастере и друге акције корисника на клијентској страни.
- Стопа излаза/% излаз - Статистика примењена на појединачну страницу, а не на веб сајт. Проценат посета који види страницу где је та страница последња страница приказана у посети.
- Сегментација података - Алати за веб аналитику омогућавају сегментацију података, што значи раздвајање података на мање подскупове на основу критеријума као што су демографија, локација или понашање. Ово омогућава дубље разумевање различитих сегмената аудиторијума.[8]
- Прва посета/прва сесија - (такође позната и као 'Апсолутно Јединствени Посетилац' у неким алатима) Посета од јединствено идентификованог клијента који теоретски није имао претходне посете. Пошто је једини начин да се утврди да ли је јединствено идентификовани клијент већ био на сајту присуство трајног колачића или преко дигиталног отиска који је примљен приликом претходне посете, ознака Прва посета није поуздана ако су колачићи сајта обрисани од њихове претходне посете.
- Учесталост/сесија по јединственим посетиоцима - Учесталост мери колико често посетиоци долазе на веб сајт у одређеном временском периоду. Рачуна се делењем укупног броја сесија (или посета) са укупним бројем јединствених посетилаца у одређеном временском периоду, као што је месец или година. Понекад се користи и са изразом "лојалност".
- Импресија - Најчешћа дефиниција импресије је инстанца огласа који се појављује на прегледаној страници. Оглас може бити приказан на прегледаној страници испод дела који се заиста приказује на екрану, тако да већина мера импресија не осигурава да ли је оглас могуће видети.
- Нови посетилац - Посетилац који није имао претходних посета. Ова дефиниција изазва одређени степен забуне (видите опште заблуде испод), и понекад се замењује анализом првих посета.
- Време прегледа странице/време видљивости странице/дужина прегледа странице - Време трајања једне странице (или блога, рекламног банера) на екрану, мерено као израчуната разлика између времена захтева за ту страницу и времена следећег записаног захтева. Ако нема следећег записаног захтева, тада време прегледа инстанце те странице није укључено у извештаје.
- Поновни посетилац - Посетилац који је имао бар једну претходну посету. Период између последње и текуће посете назива се рецидивност посетиоца и мери се у данима.
- Поновни посетилац - Јединствени посетилац чија активност се састоји од посете сајту током периода извештавања и где је тај јединствени посетилац посетио сајт пре периода извештавања. Индивидуа се рачуна само једном током периода извештавања.
- Трајање сесије/посете - Просечно време које посетиоци проводе на сајту сваки пут када га посете. Рачуна се као збир трајања свих сесија, подељен са укупним бројем сесија. Ова метрика може бити компликована чињеницом да аналитички програми не могу мерити дужину последње странице коју посетилац гледа.[9]
- Посета са једном страницом / једна посета - Посета у којој се гледа само једна страница (ово није 'одбијање').

- Преклапање сајта је техника извештавања у којој се статистике (кликови) или вруће тачке преклапају, по физичком месту, на визуелну слику веб странице.

- Стопа кликанја је однос корисника који кликну на одређени линк према укупном броју корисника који прегледају страницу, е-пошту или оглас. Често се користи за мерење успеха онлајн оглашавачке кампање за одређени веб сајт, као и ефикасности кампања е-поште. Друга позната дефиниција стопе кликања (CTR) је укупан број кликова подељен са укупним бројем импресија, јер је метрика стопе кликанја намењена мерењу односа између кликова и импресија, а не броја корисника (који су кликнули и видели).

#### Веб аналитика ван сајта
Веб аналитика ван сајта базира се на анализи отворених података, истраживању друштвених медија и учеству корисника на веб странама. Углавном се користи за разумевање како да се позиционирате на веб локацију идентификацијом кључних речи обележених на тим веб локацијама, било преко друштвених медија или са других веб локација.

### Извори података веб аналитике
Основни циљ веб аналитике је да се прикупљају и анализирају подаци о веб саобраћају и обрасцима коришћења. Подаци углавном потичу из четири извора: 
1. Подаци о директним HTTP захтева: директно потичу из порука HTTP захтева (заглавља HTTP захтева ).
2. Подаци на мрежном и серверском нивоу који су повезани са HTTP захтевима: не чине део HTTP захтева, већ су потребни за успешне преносе захтева - на пример, IP адреса подносиоца захтева.
3. Подаци на нивоу апликације који се шаљу са HTTP захтевима: генерисани и обрађивани од стране програма на нивоу апликације (као што су JavaScript, PHP и ASP.NET ), укључујући сесије и препоруке. Ови подаци обично се захваћају интерним дневницима, а не јавним веб аналитичким услугама.
4. Екстерни подаци: Могу се употребити у комбинацији са подацима са веб локације како би се обогатили информације о понашању на вебу, који су претходно описани и анализирали за употребу. На пример, ИП адресе обично су повезане са географским регионима и провајдерима интернет услуга, стопама отварања е-поште и учесталости кликова, подацима о кампањама директне поште, продајом, историјом потенцијалних клијената или другим типовима података по потреби.

### Анализа лог фајла веб сервера
Веб сервери често забележе неке од својих трансакција у датотеку евиденције. Ускоро је постало јасно да се ове датотеке дневника могу користити за прикупљање информација о популарности веб локације. Тако је настао софтвер за анализу веб дневника.
Раних 1990-их година, статистика веб локација се пре свега састојала од броја клијентских захтева (или погодака) које је клијент послао веб серверу. Ово је био адекватан метод у почетку, пошто се свака веб локација често састојала од само једне HTML датотеке. Међутим, са увођењем слика у HTML формату и веб локацијама које се пружају преко више HTML датотека, овај број је почео губити на значају. Први истински комерцијални анализатор дневника је издат од стране IPRO-а 1994. године. 
Средином 1990-их година уведена су две мере да би се тачније оценио обим људске активности на веб серверима. Ове мере су биле прегледи страница и посете (или сесије). Приказ странице је дефинисан као захтев веб серверу за страницу, за разлику од графике, док је посета дефинисана као низ захтева од јединствено идентификованог клијента који је истекао након одређеног периода неактивности, обично 30 минута.
Појава веб пописивача и робота крајем 1990-их, заједно са веб проксијима и динамички додељеним IP адресама за велике компаније и добављаче интернет услуга, учинила је да буде теже идентификовати јединствене посетиоце на веб локацији. Програми за анализу датотека евиденције одговорили су праћењем посета помоћу  колачића и игнорисањем захтева паукова.</link>
Екстензивна употреба веб кеша је такође представила проблем за анализу датотека дневника. Ако особа посети страницу поново, други захтев ће често бити преузет из кеша претраживача, па стога веб сервер неће примити захтев. Ово значи да се особина претраживача изгуби. Кеширање може бити уништено конфигурацијом веб сервера, али то може резултовати деградацијом перформанси за посетиоца и већим оптерећењем сервера. 

### Означавање страница
Забринутост о тачности анализе датотека дневника у присуству кеширања, као и жеља за могућношћу да се веб аналитика обавља као услуга изван организације, довеле су до другог метода прикупљања података, означавања страница или „ маркер пиксела.
Крајем 1990-их, често су се користили веб бројачи су се често виђали — то су биле слике укључене у веб страницу које су приказивале број пута када је слика била захтевана, што је била процена броја посета тој страници. Концепт се касније развио тако што је уместо видљиве слике употребљена мала невидљива слика, а користећи JavaScript, са захтевом за сликом се прослеђује одређене информације о страници и посетиоцу. Ове информације се затим могу обрадити на даљину од стране компаније за веб аналитику и генерисати обимна статистика.
Услуга за веб аналитику такође управља процесом доделе колачића кориснику, који их може јединствено идентификовати за време њихове посете и у каснијим посетама. Стопа прихватања колачића значајно варира између веб локација и може утицати на квалитет података сакупљених и извештаваних.
Сакупљање података са веб локације коришћењем сервера за сакупљање података треће стране (или чак унутрашњег сервера за сакупљање података) захтева додатну DNS претрагу на рачунару корисника како би се одредила IP адреса сервера за сакупљање. Повремено, касњења у успешном или неуспешном завршетку DNS претрага могу резултовати недостатком сакупљених података.
Са порастом популарности Ajax-а, алтернатива коришћењу невидљиве слике је да се изведе повратни позив на сервер са приказане странице. У овом случају, када је страница приказана у веб прегледачу, делови ЈаваСкрипт кода би били извршени и позвали би се сервер, преносећи информације о клијенту које затим могу бити агрегирани од стране компаније за веб аналитику.

### Анализа датотека евиденције и означавање страница
Оба програма за анализу датотека евиденције и решења за означавање страница лако су доступни компанијама које желе да обављају веб аналитику. У неким случајевима, иста компанија за веб аналитику ће понудити оба приступа. Поставља се питање који метод компанија треба да изабере. Постоје предности и мане за сваки приступ.  

#### Предности анализе лог фајлова
Главне предности анализе лог фајлова у односу на означавање страница су следеће:
- Веб сервер обично већ производи датотеке евиденције, тако да су сирови подаци већ доступни. Нису потребне никакве промене на веб локацији.
- Подаци се налазе на серверима компаније и у стандардном су, а не у власничком формату. Ово олакшава компанији да касније мења програме, користи неколико различитих програма и анализира историјске податке помоћу новог програма.
- Датотеке евиденције садрже информације о посетама паукова претраживача, који су углавном искључени из аналитичких алата помоћу ЈаваСцрипт означавања. (Неки претраживачи можда чак и не извршавају ЈаваСцрипт на страници.) Иако их не треба пријавити као део људске активности, то је корисна информација за оптимизацију претраживача .
- Датотеке евиденције не захтевају додатне ДНС претраге или ТЦП споре стартове . Стога не постоје позиви екстерног сервера који могу успорити брзину учитавања странице или довести до небројених приказа страница.
- Веб сервер поуздано бележи сваку трансакцију коју изврши, нпр. послуживање ПДФ докумената и садржаја генерисаног скриптама, и не ослања се на сарадњу претраживача посетилаца.

#### Предности означавања страница
Главне предности означавања страница у односу на анализу лог фајлова су следеће:
- Бројање се активира отварањем странице (с обзиром да веб клијент покреће скрипте ознака), а не захтевањем од сервера. Ако је страница кеширана, неће се рачунати анализом евиденције заснованом на серверу. Кеширане странице могу чинити до једне трећине свих приказа страница, што може негативно утицати на многе показатеље сајта.[тражи се извор]</link>[ <span title="This claim needs references to reliable sources. (June 2022)">потребан цитат</span> ]
- Подаци се прикупљају преко компоненте („ознаке“) на страници, обично написане у ЈаваСцрипт-у. Обично се користи у комбинацији са скрипт језиком на страни сервера (као што је ПХП ) за манипулацију и (обично) складиштење у бази података.
- Скрипта може имати приступ додатним информацијама о веб клијенту или кориснику, које нису послате у упиту, као што су величине екрана посетилаца и цена робе коју су купили.
- Означавање страница може да извештава о догађајима који не укључују захтев веб серверу, као што су интеракције унутар Фласх филмова, делимично попуњавање обрасца, догађаји миша као што су onClick, onMouseOver, onFocus, onBlur, итд.
- Услуга означавања страница управља процесом додељивања колачића посетиоцима; са анализом датотеке евиденције, сервер мора бити конфигурисан да то уради.
- Означавање страница је доступно компанијама које немају приступ својим веб серверима.
- У последње време, означавање страница је постало стандард у веб аналитици. [15]

#### Економски фактори
Анализа датотека евиденције се скоро увек врши унутар компаније. Означавање страница може се извршити унутар компаније, али се чешће пружа као услуга трећег лица. Економска разлика између ова два модела такође може бити разматрана када компанија одлучује коју да придобије.
- Анализа датотеке дневника обично укључује једнократну куповину софтвера; међутим, неки добављачи уводе максималне годишње приказе страница уз додатне трошкове за обраду додатних информација.[тражи се извор]</link>[ <span title="This claim needs references to reliable sources. (October 2016)">потребан цитат</span> ] Поред комерцијалних понуда, бесплатно је доступно неколико алата за анализу датотека дневника отвореног кода .
- За анализу датотеке дневника подаци морају бити ускладиштени и архивирани, што често брзо расте. Иако су трошкови хардвера за ово минимални, режијски трошкови за ИТ одељење могу бити значајни.
- За анализу Логфиле софтвер треба да се одржава, укључујући ажурирања и безбедносне закрпе.
- Продавци комплексног означавања страница наплаћују месечну накнаду на основу обима, односно броја прикупљених прегледа страница месечно.

Које је решење јефтиније за имплементацију зависи од количине техничког знања унутар компаније, изабраног добављача, количине активности видљиве на веб локацијама, дубине и типа информација које се траже, и броја посебних веб локација којима су потребне статистике.
Без обзира на решење добављача или метод прикупљања података који се користи, треба укључити и трошкове анализе и тумачења посетилаца веба. То јест, трошкове превођења сирових података у применљиве информације. Ово може бити од коришћења консултаната трећих страна, запошљавања искусног веб аналитичара или обуке одговарајуће особе унутар компаније. Затим се може извршити анализа трошкова и користи. На пример, какви приходи или уштеде могу бити постигнути анализом података о посетиоцима веба?

#### Хибридне методе
Неке компаније производе решења која сакупљају податке и кроз датотеке евиденције и кроз означавање страница и могу анализирати оба типа. Користећи хибридни метод, оне циљају на производњу тачније статистике него што је то могуће са само једним методом. 

### Геолокација посетилаца
Помоћу IP геолокације, могуће је пратити локације посетилаца. Коришћењем базе података или API-ја за IP геолокацију, посетиоци могу бити локализовани на нивоу града, региона или државе.
IP интелигенција, или Интернет протокол (IP) интелигенција, је технологија која мапира Интернет и категоризује IP адресе по параметрима као што су географска локација (земља, регион, држава, град и поштански број), тип везе, Провајдер Интернет услуга (ISP), информације о проксију и друго. Прва генерација IP интелигенције је називана географско циљање или технологија геолокације. Ове информације користе предузећа за сегментацију публике на мрежи у апликацијама као што су онлајн оглашавање, циљање понашања, локализација садржаја (или локализација веб локације ), управљање дигиталним правима, персонализација, откривање превара на мрежи, локализована претрага, побољшана аналитика, глобално управљање саобраћајем и садржај дистрибуција.

### Аналитика кликова
Анализа кликова, такође позната као Clickstream, је посебан тип веб аналитике који посебно обраћа пажњу на кликове.
Углавном, аналитика кликова се обично фокусира на аналитику на лицу места. Уредник веб-сајта користи аналитику кликова да би одредио перформансе свог сајта, узимајући у обзир где корисници сајта кликну.
Такође, анализа кликова може бити у реалном времену или у "нереалном" времену, у зависности од типа информација која се тражи. Обично, уредници најпосећенијих веб-локација новинарских медија желе да прате своје странице у реалном времену, како би оптимизовали садржај. Уредници, дизајнери или други типови заинтересованих страна могу анализирати кликове на дужем временском оквиру како би им помогли да процене перформансе писаца, дизајн елемената, или реклама итд.
Подаци о кликовима могу се сакупљати на најмање два начина. Идеално, клик се "записује" када се деси, и за ову методу је потребна одговарајућа функционалност која прати релевантне информације када се деси догађај. Алтернативно, може се претпоставити да је преглед странице резултат клика и, стога, записати симулирани клик који је довео до тог прегледа странице.

### Аналитика животног циклуса купаца
Аналитика животног циклуса купаца представља приступ оријентисан на посетиоца за мерење.  Погледи страница, кликови и други догађаји (како API позиви, приступ трећим лицима, итд.) сви су везани за појединачног посетиоца уместо да се чувају као посебни подаци. Аналитика животног циклуса купаца покушава да повеже све податке у  маркетиншки левак који може понудити увид у понашање посетилаца и оптимизацију веб локације .  Уобичајене метрике које се користе у аналитици животног циклуса купаца укључују цену аквизиције корисника (CAC), животну вредност корисника (CLV), стопу одлива купаца и резултате задовољства купаца . 

### Друге методе
Понекад се користе и друге методе прикупљања података. Преглед пакета сакупља податке  "њушкањем" мрежног саобраћаја који пролази између веб сервера и спољног света. Преглед пакета не захтева промене на веб страницама или веб серверима. Интеграција веб аналитике у сам софтвер веб сервера је такође могућа.  Обе ове методе тврде да пружају боље податке у реалном времену од других метода.

## Уобичајени извори забуне у веб аналитици

### Проблем хотела
Проблем хотела је генерално први проблем са којим се сусреће корисник веб аналитике. Проблем је у томе што јединствени посетиоци за сваки дан у месецу не додају се до истог укупног броја јединствених посетиоца за тај месец. Ово се чини неискусном кориснику као проблем у било ком софтверу за аналитику који користе. Заправо, то је једноставно својство дефиниција метрике.
Најбољи начин да се представи ова ситуација је да замислите хотел. Хотел има две собе (Соба А и Соба Б).
|        | Дан 01 | Дан 02 | Дан 03 | Укупно                   |
| ------ | ------ | ------ | ------ | ------------------------ |
| Соба А | Јован  | Јован  | Марко  | 2 јединствених корисника |
| соба Б | Марко  | Ана    | Ана    | 2 јединствених корисника |
| Укупно | 2      | 2      | 2      | ?                        |

Као што табела показује, хотел има два јединствена корисника сваког дана током три дана. Збир тотала у односу на дане је стога шест.
Током периода, свака соба је имала два јединствена корисника. Збир тотала у односу на собе је стога четири.
У ствари, у хотелу је било само три посетиоца током овог периода. Проблем је у томе што се особа која борави у соби два дана броји двапут ако се броји једанпут за сваки дан, али се броји једном ако се погледа укупно за период. Како је интернет сазревао, пролиферација аутоматског бот саобраћаја постала је све већи проблем за поузданост веб аналитике.Сваки софтвер за веб аналитику ће ово правилно сумирати за изабрани временски период, што доводи до проблема када корисник покуша да упореди тотале.

### Аналитичко загађивање
Како је интернет сазревао, пролиферација аутоматизованог бот саобраћаја је постала све већи проблем за поузданост веб аналитике.</link> Док ботови пролазе интернетом, они рендерују веб документе на начине сличне органским корисницима, и као резултат може се случајно активирати исти код који веб аналитика користи за бројање саобраћаја. Заједно, ова случајна активација догађаја веб аналитике утиче на тумачење података и закључке који су изведени на основу тих података. IPM је пружио доказни концепт како Google аналитика, као и њихови конкуренти, лако реагују на уобичајене стратегије примене ботова.

## Проблеми са колачићима других извора
Историјски, произвођачи решења за анализу означених страница користили су колачиће треће стране послате са домена произвођача уместо са домена веб-локације која се прегледа. Колачићи треће стране могу обрађивати посетиоце који прелазе између више неповезаних домена у оквиру сајта компаније, пошто се колачић увек обрађује на серверима произвођача.
Ипак, колачићи треће стране у принципу омогућавају праћење појединачних корисника преко сајтова различитих компанија, што омогућава произвођачу аналитике да обједини активности корисника на сајтовима где је пружио личне информације са његовим активностима на другим сајтовима где је мислио да је анониман. Иако компаније за веб аналитику негирају такве праксе, друге компаније као што су компаније које испоручују банер огласе, то су учиниле. Због тога је забринутост за приватност у вези с колачићима довела је до то га је упадљива мањина корисника блокирала или брисала колачиће треће стране. 2005. године, неки извештаји показали су да око 28% интернет корисника блокира колачиће треће стране, а 22% их брише бар једном месечно.  Већина добављача решења за означавање страница је прешла да обезбеди барем опцију коришћења колачића прве стране (колачића додељених са подомена клијента).
Још један проблем је брисање колачића. Када се веб аналитика ослања на колачиће да би идентификовала појединачне посетиоце, статистике зависе од трајног колачића који задржава идентификациони број јединствених посетиоца. Када корисници обришу колачиће, обично бришу и колачиће прве и треће стране. Ако се то уради између интеракција са сајтом, корисник ће се појавити као посетилац први пут на следећој интеракцији. Без трајног и јединственог идентификатора посетиоца, конверзије, анализа коришћења кликова и друге метрике које зависе од активности јединственог посетиоца током времена не могу бити тачне.
Колачићи се користе зато што IP адресе нису увек јединствене за кориснике и могу да их деле велике групе или прокси. У неким случајевима, IP адреса се комбинује са корисничким агентом како би се прецизније идентификовао посетилац ако колачићи нису доступни. Међутим, ово решава проблем само делом, јер се често корисници који су иза прокси сервера појављују са истим корисничким агентом. Други методи за јединствено идентификовање корисника технички су изазовни и ограничили би могућности праћења публике или би били сматрани за сумњиве. Колачићи достижу најнижи заједнички делитељ без коришћења технологија које се сматрају шпијунским софтвером и ако су колачићи омогућени/активни доводи до безбедносних проблема. 

## Методе безбедне аналитике (мерења).
Сакупљање информација од трећих страна подложно је било каквим мрежним ограничењима и примењеној безбедности. Државе, провајдери услуга и приватне мреже могу спречити прослеђивање података о посети веб локација трећим странама. Сви описани методи (и неки други методи који нису наведени овде, као што је узораковање) имају централни проблем у томе да су подложни манипулацијама (и пумпању и спуштању). Ово значи да су ови методи не прецизни и не безбедни (у било ком разумном моделу безбедности). Овај проблем је адресиран у неколико радова,     али до данас предложена решења у тим радовима остају теоретска.